# Liste de personnalités de l'université de Heidelberg

## Étudiants et professeurs jusqu'auXVIIIesiècle
| Nom                                     | Études                                                     | Professorat                  | Notes | Réf   |
| --------------------------------------- | ---------------------------------------------------------- | ---------------------------- | --- | ----- |
| Hugues Babet 1474-1556                  |                                                            | Premier quart du XVIe siècle | Philologue classique, helléniste, poète |       |
| Jean de Baerle XVe siècle-1539          | Doctorat en théologie à l'université de Heidelberg en 1514 |                              | Inquisiteur | [ 1 ] |
| Johannes Friedrich Böckelmann 1633-1681 | 1656-1659                                                  |                              | Juriste, professeur de droit, recteur de l'université en 1660-1661. | [ 2 ] |
| Conrad Celtes 1459-1508                 | 1484–1485                                                  |                              | Poète latin et humaniste, fondateur de la Societas Litteraria Rhenana à Heidelberg vers 1495.                                                                                        | [ 3 ] |
| Comenius 1592-1670                      | 1613–1614                                                  |                              | Philosophe, grammairien et pédagogue tchèque. |       |
| Nicolas de Cues 1401-1464               | 1416                                                       |                              | Mathematicien et penseur allemand de la fin du Moyen Âge. | [ 4 ] |
| Thaddäus Anton Dereser 1757-1827        | 1776-1780                                                  | 1799-1807                    | Théologien catholique allemand. |       |
| Thomas Erastus 1524-1583                |                                                            | 1558–1580                    | Médecin et théologien suisse. S'est opposé aux thèses de Paracelse dans son ouvrage Disputationes de medecina nova Philippi Paracelsi (1572-1578). A donné son nom à l'érastianisme. | [ 5 ] |
| Johannes Eck 1486–1543                  | 1498-1499                                                  |                              | Théologien du XVIe siècle, contradicteur de Martin Luther et défenseur du Catholicisme durant les débuts de la Réforme protestante.                                                  | [ 6 ] |
| Jean Freinsheim 1608–1660               |                                                            | 1656–1660                    | Historien et philologue. |       |
| Johann Heinrich Jung-Stilling 1740–1817 |                                                            | 1784–1786                    | Écrivain et professeur à la Kameralschule à Kaiserslautern (intégrée à l'université de Heidelberg en 1784).                                                                          | [ 7 ] |
| Peter Luder 1415-1472                   |                                                            | 1456-1461                    | Introduit l'humaniste à l'université de Heidelberg. | [ 8 ] |
| Michael Maestlin 1550–1631              |                                                            | 1580–1584                    | Astronome et mathématicien allemand, connu pour être le mentor de Johannes Kepler.                                                                                                   |       |
| Philipp Melanchthon 1497-1560           | 1509–1512                                                  |                              | Réformateur, connu pour avoir rédigé en 1530, la Confession d'Augsbourg. |       |
| Sebastian Münster 1488–1552             | 1503–1508                                                  |                              | Savant humaniste, connu pour sa Cosmographia Universalis, une des premières descriptions du monde en langue allemande.                                                               |       |
| Emmanuel Tremellius 1510-1580           |                                                            | 1561-1577                    | Juif italien converti au christianisme. Hébraïsant et traducteur de la bible renommé.                                                                                                | [ 9 ] |
| Zacharias Ursinus 1534-1583             |                                                            | 1561-1577                    | Théologien évangéliste, principal rédacteur du Catéchisme de Heidelberg. |       |
| Jérôme Zanchi 1516–1590                 |                                                            | 1568-1577                    | Réformateur protestant italien. |       |

## Étudiants et professeurs à partir duXIXesiècle

### Médecine
| Nom                                          | Études             | Professorat           | Notes | Réf    |
| -------------------------------------------- | ------------------ | --------------------- | --- | ------ |
| Maximilian Joseph von Chelius (de) 1794-1876 | Doctorat 1812      | 1818-1864             | Chirurgien et ophtamologiste. Premier titulaire de la chaire de chirurgie de l'université.                                                                                 | [ 10 ] |
| Vincenz Czerny 1842–1916                     |                    | 1877-1906             | Chirurgien connu pour ses contributions en gynécologie et en cancérologie. Fondateur de l'institut expérimental du Cancer, précurseur du DKFZ actuel.                      | [ 11 ] |
| Harald zur Hausen 1936–                      |                    |                       | Lauréat du prix Nobel de physiologie ou médecine en 2008 |        |
| Jakob Henle 1809-1885                        |                    |                       | Anatomiste et Pathologiste, et qui a découvert le Néphron. |        |
| Karl Jaspers 1883–1969                       | 1909–1913          |                       | Psychiatre |        |
| Ludolf von Krehl 1861–1937                   |                    |                       | Interniste |        |
| Arthur Kronfeld 1886-1941                    | 1908–1913          |                       | Psychiatre et psychothérapeute. |        |
| Adolf Kussmaul 1822–1902                     | 1840-1848          | 1857-1859             | Médecin et chercheur allemand, également coauteur du personnage de Biedermeier.                                                                                            |        |
| Otto Meyerhof 1884-1951                      |                    | 1908–1912 1930–1938   | Biochimiste, directeur de l'Institut Kaiser-Wilhelm (aujourd'hui Institut Max-Planck pour la recherche médicale), Lauréat du prix Nobel de physiologie ou médecine en 1922 |        |
| Hans Prinzhorn 1886–1933                     |                    | 1919-1921 (Assistant) | Psychiatre et historien d'art connu pour avoir étudié et constitué une importante collection d’art psychopathologique.                                                     |        |
| José Rizal 1861–1896                         | Doctorat vers 1890 |                       | Ophtalmologue, Héros national philippin et écrivain |        |
| Bert Sakmann 1942–                           |                    |                       | Lauréat du prix Nobel de physiologie ou médecine en 1991 |        |
| Gustav Adolf Scheel 1907-1979                |                    |                       | Médecin et fonctionnaire « polyvalent » du troisième reich. |        |
| Alfred Strauss 1897-1957                     | Doctorat en 1922   |                       | Professeur de psychiatrie dont les travaux scientifiques se sont principalement portés sur les causes du retard mental.                                                    |        |
| Otto Warburg 1883–1970                       |                    |                       | Botaniste, Lauréat de physiologie ou médecine en 1931 |        |
| Viktor von Weizsäcker 1886–1957              |                    | 1908–1941 1945–1952   | Neurologue et spécialiste de la psychosomatique |        |

### Sciences expérimentales et mathématiques
| Nom                                        | Études                    | Professorat          | Notes | Réf    |
| ------------------------------------------ | ------------------------- | -------------------- | --- | ------ |
| Albert Abraham Michelson 1852-1931         | 1881 (Philosophie)        |                      | Physicien américain d'origine allemande, lauréat du prix Nobel de physique 1907. | [ 12 ] |
| Adolf von Baeyer 1835–1917                 | 1856-1857                 |                      | Chimiste connu pour la synthèse de l'indigo, prix Nobel de chimie 1905. | [ 13 ] |
| Karl Josef Bayer 1847-1904                 | 1969-70                   |                      | Chimiste autrichien, inventeur du Procédé Bayer d'extraction de l'alumine à partir de la bauxite.                                                                                                | [ 14 ] |
| Max Born 1882–1970                         | 1902                      |                      | Physicien, lauréat du prix Nobel de physique de 1954 pour l'interprétation statistique de la mécanique quantique.                                                                                | ,      |
| Alexander Porfirjewitsch Borodin 1833-1887 | 1859–62                   |                      | Chimiste et compositeur. | [ 16 ] |
| Walther Bothe 1891–1957                    |                           | 1932-1933 1946-1957  | Physicien, lauréat du prix Nobel de physique 1954. | [ 17 ] |
| Robert Bunsen 1811–1899                    |                           | 1852–1889            | Chimiste, connu pour ses travaux en spectroscopie avec Gustav Kirchhoff. Le bec Bunsen, invention de Peter Desaga porte son nom.                                                                 |        |
| Otto Bütschli 1848-1920                    |                           | 1878–1920            | Zoologiste, connu pour ses études des protozoaires, Médaille linnéenne 1914. | [ 18 ] |
| Hans Georg Dehmelt 1922-                   | 1974, 1978                |                      | Physicien, lauréat du prix Nobel de physique 1989 | [ 12 ] |
| Karl Drais 1785-1851                       | 1803–1805                 |                      | Inventeur du vélocipède. |        |
| Loránd Eötvös 1848-1919                    | 1867–1870                 |                      | Physicien hongrois connu pour ses travaux sur la gravitation et la tension de surface. |        |
| James Franck 1882–1964                     | 1901-3                    |                      | Physicien, Lauréat du prix Nobel de physique 1925 avec Gustave Hertz « pour leur découverte des lois régissant la collision d'un électron sur un atome ».                                        | ,      |
| Leopold Gmelin 1788-1853                   |                           | 1813–1853            | Chimiste qui a introduit les mots ester et ketone (cétone), connu pour son Handbuch der anorganischen Chemie.                                                                                    |        |
| Emil Julius Gumbel 1891-1966               |                           | 1930–1932            | Mathématicien pionnier de la théorie des valeurs extrêmes. La distribution de Gumbel lui rend hommage.                                                                                           |        |
| Fritz Haber 1868–1934                      | 1886–1891                 |                      | Chimiste, lauréat du prix Nobel de chimie en 1918 pour la synthèse de l'ammoniac. Il est considéré comme le « père de l'arme chimique » pour ses travaux sur le chlore et d'autres gaz toxiques. | [ 20 ] |
| Heinz Haber 1913-1990                      |                           | Privatdozent 1945/46 | Physicien connu pour ses émissions et ouvrages de vulgarisation scientifique. |        |
| Theodor Hänsch 1941–                       | 1961-1964 Doctorat 1969   |                      | Physicien, lauréat du prix Nobel de physique 2005 | [ 21 ] |
| Hermann von Helmholtz 1821-1894            |                           | 1858–1870            | Physicien, physiologiste et acousticien. L'organisme de recherche fondamentale allemand Helmholtz-Gemeinschaft est nommé en son honneur.                                                         |        |
| Alfred Hettner 1859-1941                   |                           | 1899–1928            | Géographe, premier titulaire de la chaire de géographie de l'université de Heidelberg. |        |
| Norman Holter 1914–1983                    |                           |                      | Biophysicien, inventeur du Holter cardiaque |        |
| Heinrich Hübsch (de) 1795-1863             | 1813–15                   |                      | Architecte et Directeur des travaux à Karlsruhe |        |
| J. Hans D. Jensen 1907-1973                |                           | 1949-1973            | Physicien, lauréat du prix Nobel de physique 1963 | [ 12 ] |
| Wolfgang Ketterle 1957-                    | 1976-1978 Postdoc 1989-90 |                      | Physicien, lauréat du prix Nobel de physique 2001 | [ 12 ] |
| Gustav Robert Kirchhoff 1824-1887          |                           | 1854–1875            | Physicien |        |
| Hermann Franz Moritz Kopp 1817-1892        |                           | 1864                 | Chimiste |        |
| Albrecht Kossel 1853–1927                  |                           | 1901–1927            | Chimiste, lauréat du prix Nobel de Médecine 1910 | [ 12 ] |
| Richard Kuhn 1900-1967                     |                           | 1929-1945 1949-1951  | Chimiste, lauréat du prix Nobel de Chimie 1938 | [ 12 ] |
| Philipp Lenard 1862-1947                   |                           | 1907–1938            | Physicien, lauréat du prix Nobel de Physique 1905 | [ 12 ] |
| Gabriel Lippmann 1845-1921                 | 1872-1873                 | 1873                 | Physicien français, lauréat du prix Nobel de Physique 1908 | [ 12 ] |
| Hermann von Meyer 1801–1869                |                           |                      | Géologue et paléontologue |        |
| Hermann Quincke 1834–1924                  |                           | 1875–1907            | Physicien |        |
| Werner Rauh 1913–2000                      |                           | 1955–1981            | Botaniste |        |
| Rudy Rucker 1946–                          |                           | 1978–1980            | Mathématicien |        |
| Herbert Seifert 1907–1996                  |                           | ?                    | Mathématicien |        |
| Wilhelm Wien 1864-1928                     | 1882-1886                 |                      | Physicien, lauréat du prix Nobel de Physique 1911 | [ 12 ] |
| Georg Wittig 1897–1987                     |                           | 1956-1967            | Chimiste, lauréat du prix Nobel de Chimie 1979 | [ 12 ] |
| Karl Ziegler 1898–1973                     |                           | 1928–1936            | Chimiste, lauréat du prix Nobel de Chimie 1963 | [ 12 ] |

### Arts et Humanités
| Nom                           | Études                                    | Professorat                           | Notes                                                                                     | Réf    |
| ----------------------------- | ----------------------------------------- | ------------------------------------- | ----------------------------------------------------------------------------------------- | ------ |
| Michael von Albrecht          |                                           | ?                                     | Philologue classique                                                                      |        |
| Hannah Arendt                 | ?                                         |                                       | Philosophe                                                                                |        |
| Jan Assmann                   |                                           | ?                                     | Égyptologue                                                                               |        |
| Georg Friedrich Creuzer       |                                           | 1804–1858                             | Philologue                                                                                |        |
| Joseph von Eichendorff        | 1807                                      |                                       |                                                                                           |        |
| Ludwig Finscher               |                                           | ?                                     | Historien de la musique, prix Balzan                                                      |        |
| Jakob Friedrich Fries         |                                           | 1806–1816                             | Philosophe                                                                                |        |
| Hans-Georg Gadamer            |                                           | 1949–1968                             | Philosophe                                                                                |        |
| Georg Gottfried Gervinus      |                                           | 1844–1853                             | Historien                                                                                 |        |
| Joseph Goebbels               |                                           |                                       | Ministre de la Propagande du Troisième Reich                                              |        |
| August Grisebach              |                                           | ?                                     | Historien en histoire de l'art (professeur)                                               |        |
| Friedrich Gundolf             |                                           | ?                                     | Philologue                                                                                |        |
| Jürgen Habermas               |                                           | außerordentlicher Professor 1961–1964 | Philosophe                                                                                |        |
| Karl Hampe                    |                                           | 1903–1936                             | Historien                                                                                 |        |
| Georg Wilhelm Friedrich Hegel |                                           | 1816–1818                             | Philosophe                                                                                |        |
| Karl Jaspers                  |                                           | ?                                     | Philosophe                                                                                |        |
| Gottfried Keller              | 1848–1850                                 |                                       | Poète                                                                                     |        |
| Lothar Ledderose (de)         |                                           | ?                                     | Historien de l'art, Ostasiat. Kunstsch., prix Balzan                                      |        |
| Carl von Lemcke (de)          |                                           |                                       | Ästhetiker, Kunsthistoriker, Liedtexter sowie später Recteur an der Universität Stuttgart |        |
| Karl Löwith                   |                                           | 1952–1973                             | Philosophe                                                                                |        |
| Franz Josef Mone              | 1814–1816                                 |                                       | Historien et directeur des archives générales de Karlsruhe                                |        |
| Glenn W. Most (de) 1952-      |                                           |                                       | Philologue, prix Gottfried Wilhelm Leibniz                                                |        |
| Petrus Ramus                  |                                           | außerordentlicher Lehrer 1569–1570    | Philosophe                                                                                |        |
| Hermann Ranke 1878–1953       |                                           | 1910–1937 1945–1953                   | Égyptologue                                                                               | [ 22 ] |
| Egon Ranshofen-Wertheimer     | ?                                         |                                       | Diplomate                                                                                 |        |
| Heinrich Rickert              |                                           | 1916–1936                             | Philosophe                                                                                |        |
| Friedrich Christoph Schlosser |                                           | 1817–1861                             | Historien                                                                                 |        |
| Dietrich Seckel               |                                           | 1948-1976                             | Historien de l'art d'Asie orientale                                                       | [ 23 ] |
| Anna Seghers (Netty Reiling)  | Histoire de l'Art 1920–1924 Doctorat 1924 |                                       | Poète                                                                                     |        |
| Henry Sweet                   |                                           |                                       | Philologue                                                                                |        |
| Henry Thode                   |                                           | ?                                     | Historien de l'art                                                                        |        |
| Heinrich von Treitschke       |                                           | 1867–1874                             | Historien                                                                                 |        |
| Johann Heinrich Voß           |                                           | 1805–1826                             | Traducteur                                                                                |        |
| Alfred Weber 1868–1958        |                                           |                                       | Philosophe de l'histoire, sociologue de la culture                                        |        |
| Wilhelm Windelband            |                                           | 1903–1915                             | Philosophe                                                                                |        |
| Wilhelm Wundt                 |                                           | 1864–1874                             | Psychologue                                                                               |        |

### Droit
| Nom                            | Études    | Professorat             | Notes                                                                                 | Réf |
| ------------------------------ | --------- | ----------------------- | ------------------------------------------------------------------------------------- | --- |
| Johann Caspar Bluntschli       |           | ?                       | Juriste                                                                               |     |
| Otto von Gierke                |           |                         | Juriste                                                                               |     |
| Georg Jellinek                 |           | 1891–1911               | Juriste                                                                               |     |
| Paul Kirchhof (de)             |           | 1981-                   | Juriste                                                                               |     |
| Juliane Kokott (de)            |           |                         | Avocate générale pour l'Allemagne à la Cour de justice de l’Union européenne          |     |
| Gustav Radbruch                |           | ?                       | Philosophe du droit allemand, ministre de la Justice pendant la République de Weimar. |     |
| Hanns Martin Schleyer          | 1933–1938 |                         | Juriste                                                                               |     |
| Robert Schumann                | 1829      |                         | Juriste                                                                               |     |
| Georg von Siemens              | ?         |                         | Fondateur de la Deutsche Bank                                                         |     |
| Anton Friedrich Justus Thibaut |           | Droit romain, 1805–1840 | Juriste, recteur de l'université 1805–1807 et 1821)                                   |     |
| Hans-Peter Wild                |           |                         | Dirigeant de Wild GmbH & Co. KG                                                       |     |
| Bernhard Windscheid            |           | Droit romain, 1871–1874 | Juriste                                                                               |     |

### Sciences sociales
| Nom              | Études                       | Professorat                                         | Notes                                                                     | Réf |
| ---------------- | ---------------------------- | --------------------------------------------------- | ------------------------------------------------------------------------- | --- |
| Dolf Sternberger |                              | 1960–1989                                           | Politologue qui a introduit l'expression « patriotisme constitutionnel ». |     |
| Max Weber        |                              |                                                     | Sociologue et économiste, l'un des fondateurs de la sociologie moderne.   |     |
| Norbert Elias    | 1919, Postdoctorat 1924–1930 |                                                     | Sociologue, auteur de l'ouvrage Sur le processus de civilisation.         |     |
| Gerd Spittler    |                              | 1939, professeur suppléant de sociologie, 1975-1976 | Sociologue, Ethnologue, Africaniste allemand                              |     |

### Théologie
| Nom                                 | Études | Professorat         | Notes                                                      | Réf    |
| ----------------------------------- | ------ | ------------------- | ---------------------------------------------------------- | ------ |
| Klaus Berger 1940-                  |        | 1974–2006           | Théologien connu pour ses écrits sur le Nouveau Testament. | [ 24 ] |
| Martin Dibelius 1883–1947           |        | 1915–1947           | Théologien protestant                                      | [ 25 ] |
| Gerhard von Rad 1901-1971           |        | 1949–1971           | Pasteur luthérien, spécialiste de l'Ancien Testament.      | [ 26 ] |
| Richard Rothe 1799-1867             |        | 1837-1849 1854-1867 | Théologien protestant                                      | [ 27 ] |
| Helmut Thielicke 1908-1986          |        | ?                   | Théologien protestant 1936–1940                            |        |
| Ernst Troeltsch 1865-1923           |        | ?                   | Théologien protestant                                      |        |
| Claus Westermann (de) 1909–2000     |        | ?                   | Théologien protestant, spécialiste de l'Ancien testament   |        |
| Markus Friedrich Wendelin 1584-1652 |        | ?                   | Théologien protestant                                      |        |

### Économie
| Nom                             | Études | Professorat | Notes                                                                                     | Réf |
| ------------------------------- | ------ | ----------- | ----------------------------------------------------------------------------------------- | --- |
| Karl Knies                      |        | 1865–1896   | Économiste                                                                                |     |
| Alfred Weber                    |        | 1897–1947   | Économiste et sociologue dont les travaux ont influencé la géographie économique moderne. |     |
| Victor Zarnowitz (en) 1919-2009 |        |             | Économiste américain, spécialiste des cycles économiques.                                 |     |

### Politique
| Nom                     | Études    | Professorat | Notes                                                                         | Réf |
| ----------------------- | --------- | ----------- | ----------------------------------------------------------------------------- | --- |
| Reinhard Bütikofer –    | Vers 1975 |             | Homme politique membre de Alliance 90 / Les Verts                             |     |
| Helmut Kohl             |           |             | Ancien Chancelier fédéral ouest-allemand                                      |     |
| Hans-Christian Ströbele | Vers 1960 |             | Avocat et home politique membre de Alliance 90 / Les Verts                    |     |
| Bernhard Vogel          |           |             | Homme politique appartenant à l'Union chrétienne-démocrate d'Allemagne (CDU). |     |